# 1988
Évszázadok: 19. század – 20. század – 21. század
Évtizedek: 1930-as évek – 1940-es évek – 1950-es évek – 1960-as évek – 1970-es évek – 1980-as évek – 1990-es évek – 2000-es évek – 2010-es évek – 2020-as évek – 2030-as évek
Évek: 1983 – 1984 – 1985 – 1986 –  1987 – 1988 – 1989 – 1990 – 1991 – 1992 – 1993

## Események

### Január
- január 1. – Életbe lépnek az általános adóról és a személyi jövedelemadóról szóló törvények Magyarországon.[1]
- január 17. – A független polgárjogi csoportok a hagyományos Liebknecht–Luxemburg-felvonuláson egy Rosa Luxemburg idézettel vonulnak fel: „A szabadság mindig a másképp gondolkodók szabadsága”; több résztvevőt őrizetbe vesznek, és később kitoloncolják őket az NSZK-ba.[2]
- január 22. – A Német Szövetségi Köztársaság és Franciaország kormánya létrehozza az Egyesített Biztonsági Tanácsot. a két kormány aláírja a francia–német dandár megalakításáról szóló szerződést is.[3]

### Február
- február 2. – A január 17-i tüntetés miatt kitoloncolt Freya Klier rendező és Stephan Krawczyk sanzonénekes megérkezik az NSZK-ba, és nyilatkozatot tesz közzé, hogy nem jószántukból hagyták el az NDK-t.[2]
- február 27.
  - Az iraki légierő gépei csapást mérnek a teheráni Rey olajfinomítóra, bár elpusztítani nem tudják, azonban komoly károkat okoznak a létesítményben.
  - Az Rey olajfinomító elleni támadásra válaszul Irán három Scud rakétát lő ki Bagdadra, s ezzel kiújul a „városok háborúja”.
- február 28-29. a Szovjetunióban fekvő Szumgaitban (ma: Sumqayıt, Azerbajdzsán) véres, 32 halálos áldozattal járó pogrom zajlik a helyi örmény lakosság ellen. Az esetet a hegyi-karabahi háború egyik első kiváltó eseményének tekintik.
- február 29. – Irak öt nagy hatótávolságú Al-Huszein rakétát lő ki Teheránra, s a rakétatámadásokat ezután nap nap után megismételték.

### Március
- március 2–3. – Az Észak-atlanti Tanács brüsszeli csúcstalálkozója.[3]
- március 15. – 10 ezer fős ellenzéki tüntetés Budapesten.[4]
- március 16. – A halabdzsai mészárlás, az iraki légierő vegyi fegyveres támadás az északi-iraki kurdok ellen.
- március 18. – Szlovéniában megalakul a Szlovén Néppárt jogelődje, a Parasztszövetség.
- március 25. – Pozsonyban a hívők jogaiért tüntető tömeget oszlat fel a rendőrség, letartóztatnak 125 embert. A „gyertyás tüntetésként” ismertté vált megmozdulást egy vallásszabadságot követelő petíció támogatására szervezi a mind erősebbé és határozottabbá váló katolikus ellenzék.[5]
- március 30. – Megalakul a Fiatal Demokraták Szövetsége (Fidesz).[4]

### Április
- április 3. – A Romániában élő kisebbségek kiadványaiból „száműzik” az anyanyelvi helységneveket.
- április 9. – Bihari Mihályt, Bíró Zoltánt, Király Zoltánt és Lengyel Lászlót kizárják a Magyar Szocialista Munkáspártból.[4]
- április 14. – Afganisztán és a Szovjetunió képviselői aláírják az afganisztáni háború lezárását és a szovjet erők kivonását szabályozó genfi megállapodást.

### Május
- május 1. – Megalakul a Szabad Kezdeményezések Hálózata.[4]
- május 15.
  - Megkezdődik a szovjet csapatok kivonása Afganisztánból.[3]
  - Raif Dizdarević váltja Lazar Mojsovot a jugoszláv államelnöki székben.[6]
- május 20–22. – Az MSZMP országos értekezlete. (Kádár János leváltása, Grósz Károly főtitkárrá választása.)[4]
- május 27. – A jugoszláv vezetés egyezteti a gazdasági programot a Nemzetközi Valutaalappal.[7]
- május 29. – A Jugoszláv Kommunisták Szövetsége (JKSZ) négynapos országos konferenciája szerint a pártnak el kell vetni a többpártrendszerre irányuló követeléseket. (A konferencia június 1-jével zárul.)[7]
- május 30. – Gorbacsov és Reagan Moszkvában találkozik,[3] de nem sikerül megegyezniük a csillagháborús program leállításáról.
- május 31. – A lengyel belügyminiszter, Czeszlaw Kiszczak tábornok megbeszélést tart Lech Walesa szakszervezeti vezetővel; ez az első találkozás a rezsim és az ellenzék között.[8]

### Június
- június 9–10. – Az Észak-atlanti Tanács első olyan miniszteri ülése, amelyet Madridban tartanak.[3]
- június 11. – A Párizsi Klub hozzájárul Jugoszlávia 1 milliárd dollárnyi adósságtörlesztésének az elhalasztásához.[7]
- június 16. – Nagy Imre volt miniszterelnök kivégzésének 30. évfordulóján Párizsban, a Père-Lachaise temetőben felavatják Nagy Imre és mártírtársai jelképes síremlékét. Magyarországon független csoportok megemlékezést tartanak a Batthyány-örökmécsesnél, a körülbelül 200 fős tömeget a rendőrség erőszakkal feloszlatja.
- június 24. – Bejelentik, hogy felállítják a NATO Összetett Erőit Észak–Norvégia megerősítésére válság vagy ellenségeskedés idején, a kanadai CAST dandár helyett, amelyet a Központi Térségbe irányítanak át a kanadai kormány tervei szerint.[3]

Erdélyi tüntetés

- június 27. – Több tízezres tömegtüntetés Budapesten a tervezett erdélyi falurombolás ellen.[1]
- június 28–július 1. – Az SZKP XIX. Kongresszusa Moszkvában beindítja a politikai, alkotmányos és jogi reformok programját.[3]
- június 29. – Németh Károly után Straub F. Brunó  az elnöki tanács elnöke.

### Július
- július 1. – Manfred Wörner a NATO új főtitkára.[3]
- július 6. – Bartók Béla újratemetése Budapesten, a Farkasréti temetőben.
- július 9. – Szerbiában tüntetéseken követelik az 1974-es jugoszláv alkotmány módosítását és az autonóm tartományok törlését.[7]
- július 10. – Csehszlovák és lengyel ellenzékiek találkozója a csehszlovák-lengyel határon.[9]
- július 11. – Görögországban az Athéntől délre fekvő Éjina-sziget közelében terroristák támadást hajtottak végre a City of Poros kirándulóhajó ellen. (A merényletben kilenc személy vesztette életét, köztük egy magyar házaspár is.)

### Augusztus
- augusztus 2. – Szigethalmon a magyar katonai vezetés és a szovjet Déli Hadseregcsoport képviselőinek jelenlétében falugyűlésen kérik a helyiek, hogy csökkentsék a katonai gyakorlórepülések keltette zajokat és az egyéb környezeti ártalmakat.
- augusztus 15. – 
  - Az Európai Közösség és az NDK felveszi a diplomáciai kapcsolatokat.[10]
  - Csengelei gyújtogatás
- augusztus 20. – Életbe lép a tűzszünet Irak és Irán között az Öböl-háborúban, az ENSZ BT 598. számú határozatával.[3]
- augusztus 21. – A Varsói Szerződés tagállamai intervenciójának 20. évfordulóján Prágában 19 év után ismét tüntetés zajlik, melyet a rendőrség feloszlat.[9]
- augusztus 23. – Egynapos bérsztrájk a Mecseki Szénbányáknál.[4]
- augusztus 28. – Grósz Károly és Nicolae Ceaușescu találkozója Aradon.[11]
- augusztus 29. – A Varsói Szerződés és a NATO 5–5 tagállamának vezetői és leszerelési szakértői a hagyományos fegyverzetekről tanácskoznak Budapesten.

### Szeptember
- szeptember 3. – A Magyar Demokrata Fórum Lakitelken 400 alapító részvételével párttá alakul.
- szeptember 5. – A szerb állami és pártvezetés támogatásáról biztosítja a 2 jugoszláv autonóm tartomány autonómiáját szűkítő szerb alkotmánymódosítás tervezetét.[7]
- szeptember 24. – 150 ezres tüntetés Nišben a koszovói szerbellenes diszkrimináció indokával.[7]
- szeptember 26. – Az EGK (az EU elődje) kereskedelmi és gazdasági együttműködési megállapodást köt Magyarországgal.

### Október
- október 5–6. – „Joghurtforradalom” a szerbiai Újvidéken.
- október 10.
  - Magyarországon hatályba lép a privatizáció alapjául szolgáló társasági törvény (1988: VI. tc.).[12]
  - Csehszlovákia Kommunista Pártja (CSKP) ülésén lemond a pragmatikus irányvonalat képviselő „liberális” Lubomír Štrougal miniszterelnök. (Utódául Ladislav Adamecet választják.)[9]
- október 15. – Csehszlovákiában nyilvánosságra hozzák a Polgári Szabadságmozgalom (Hnutí za občanskou svobodu, HOS) megalakulását bejelentő Demokracii pro všechny (Demokráciát mindenkinek) című kiáltványt.[9]
- október 17. – A 17 ezer főt mozgató magyar–szovjet dunántúli hadgyakorlaton 12 nyugati és 6 szocialista ország katonai megfigyelői is jelen vannak.
- október 17–20. – A JKSZ KB ülésén határozatot hoznak, miszerint fel kell lépni a tartományi nacionalizmussal szemben.[7]
- október 28. – Prágában a Csehszlovák Köztársaság megalakulásának 70. évfordulója alkalmából ismét tüntetésekre kerül sor. (A rendőrség ezúttal is feloszlatja a tömeget.)[9]

### November
- november 2. – Izraelben újraválasztják Jichák Sámír miniszterelnököt.
- november 3. – felavatják a Magyar Tudományos Akadémia Könyvtára Rózsa György főigazgatósága alatt és vezetésével felépült első önálló épületét.
- november 5. – A Tabán étterem különtermében megalakul a Független Jogász Fórum.
- november 10. – Politikai pártok alapítását is lehetővé teszi az egyesülési és gyülekezési törvénytervezet, amelyet a kormány is jóváhagy. A kormány dönt az alternatív katonai szolgálat bevezetéséről.
- november 11. – „Csehszlovákia 88” elnevezéssel ellenzéki értelmiségiek által kezdeményezett nemzetközi szimpózium kezdődik Prágában. (A rendezvényt megnyitó Václav Havelt a rendőrség a megnyitás pillanatában elhurcolja.)[9]
- november 13. – Megalakul a Szabad Demokraták Szövetsége.[4]
- november 14.
  - Spanyolországot és Portugáliát fölveszik a Nyugat-európai Unióba.[3]
  - 14-ről 15-re virradó éjszaka a Palesztin Nemzeti Tanács kikiáltja a független palesztin államot az Izrael által megszállt területeken.
- november 15. – Brüsszelben Horn Gyula külügyminisztériumi államtitkár részt vesz az Észak-atlanti Közgyűlés ülésszakán, ahova a NATO fennállása óta először hívnak meg a Varsói Szerződés egyik tagállamának hivatalos képviselőjét.
- november 16.
  - Észtország parlamentje az országot szuverén állammá nyilvánítja a Szovjetunión belül. Ezzel elkezdődik a Szovjetunió felbomlása
  - Az Európa Tanács tagja lesz San Marino.
- november 17.
  - Belgrád nyomására – a napokon keresztül tartó szimpátiatüntetés ellenére – lemondanak a koszovói vezetők.[7]
  - Nagy János bécsi magyar nagykövet nyilatkozik, miszerint a leszerelés elősegítése érdekében Magyarország hajlandó egyoldalúan csökkenteni saját fegyveres erőit, és felvetni az itt állomásozó szovjet csapatok létszámának csökkentését.
  - Debrecenben módosítják a szovjet katonai repülések rendjét, így kisebb lesz a vadászgépek keltette zaj.
- november 18.
  - Az NDK-ban törlik az előfizethető lapok listájáról a szovjet Szputnyik-ot, mivel a lap októberi számában szó esett a Molotov-Ribbentrop-paktumról.[2] (Ez az első eset, hogy egy szovjet sajtótermék tiltólistára kerül az NDK-ban.)[13]
  - Székesfehérvárott a KISZ országos értekezlete elhatározza, hogy továbbiakban az MSZMP ifjúsági szervezeteként, de közvetlen pártirányítás nélkül kívánnak működni.
  - A Pilvaxban újjáalakul a Független Kisgazdapárt,[4] elnöke Pártay Tivadar.
- november 19. – 1 milliós tüntetés Belgrádban a koszovói és Crna Gora-i szerb kisebbség és az alkotmánymódosítás mellett. (Slobodan Milošević, a Szerbiai Kommunista Szövetség (SZKSZ) elnöke a tartományok belgrádi ellenőrzését követeli).[7]
- november 20. – Egyiptom és Kína bejelenti, hogy elismeri a Palesztin Nemzeti Frontot, mint Palesztina egyedüli képviselőjét.
- november 24.
  - Grósz Károly után Németh Miklós lesz a miniszterelnök.[14]
  - A jugoszláv karhatalom véget vet a koszovói tüntetéseknek.[7]
- november 29. – Szegeden  az MSZMP-tagok kezdeményezik a párton belüli platformok, reformkörök megalakulását.

### December
- december 4. – A lencsehegyi bányarobbanás
- december 7. – Mihail Gorbacsov szovjet vezető értesíti az ENSZ Közgyűlést a Szovjetunió hagyományos erőinek egyoldalú csökkentéséről.[3]
- december 8.
  - A NATO–tagországok külügyminiszterei üdvözlik a szovjet hagyományos erők csökkentését és javasolják a  tárgyalások megkezdését a hagyományos erők egyensúlyának megteremtése, a biztonság és bizalomépítő intézkedések tárgyában.[3]
  - Kárpáti Ferenc honvédelmi miniszter bejelenti, miszerint a Magyarországon állomásozó szovjet alakulatok egynegyedét érintheti a haderőcsökkentés.
- december 10. – Prágában lezajlik az első hivatalosan engedélyezett ellenzéki tüntetés. (A CSKP vezetői François Mitterrand francia elnök látogatása okán tanúsítanak engedékeny magatartást.)[9]
- december 30. – Lemond Branko Mikulić jugoszláv szövetségi miniszterelnök, mert nem fogadták el a költségvetést.[7]

## Az év témái

### 1988 az irodalomban
- Somlyó György – Ami rajtam túl van (válogatott versek 1937–1986)
- Salman Rushdie: A sátáni versek

### 1988 a légi közlekedésben
- június 26. – Az Air France 296-os járatának balesete
- július 3. – Az Amerikai Egyesült Államok Haditengerészete egy USS Vincennes nevű hajóról indított rakétával lelövi az Iran Air 655-ös járatát. A polgári utasszállító repülőgép fedélzetén tartózkodó 290 személyből senki sem éli túl a támadást.[15]
- november 18. – A Malév megkezdi a szovjet géppark cseréjét, bérelt Boeing gépekre.
- december 21. – A skóciai Lockerbie felett pokolgép robbant a Pan Am 103-as járatán. A terrorcselekménynek összesen 270 áldozata volt.

### 1988 a sportban
- február 13. – február 28. XV. téli olimpiai játékok megrendezése Calgary-ban, 57 ország sportolóival.
- szeptember 17. – megkezdődnek a XXIV. nyári olimpiai játékok Szöulban, 160 ország részvételével.
- Egerszegi Krisztina úszó olimpiai bajnok (200 m hát), olimpiai ezüstérmes (100 m hát), háromszoros ifjúsági Európa-bajnok (100 és 200 m hát, 200 m vegyes), amerikai bajnok (100 és 200 m hát)
- Ayrton Senna megnyeri pályafutása első Formula–1-es világbajnoki címét a McLaren-Honda volánjánál csapattársa, Alain Prost előtt.
- A Bp. Honvéd SE nyeri az NB1-et. Ez a klub 10. bajnoki címe.
- 1988-as junior atlétikai világbajnokság

### 1988 a tudományban
- november 15. Próbarepülést hajt végre a szovjet Buran űrrepülőgép.

### 1988 a vasúti közlekedésben
- július 27. – Súlyos vonatbaleset Párizsban, a Gare de Lyon pályaudvaron, amely 56 halálos áldozatot követel.

### 1988 a zenében
- AC/DC:Blow Up Your Video
- Blind Guardian: Battalions of Fear
- Bros: Push
- Bobby McFerrin: Don’t Worry, Be Happy (január 1.)
- Bonnie Tyler: Hide Your Heart (Amerikában Notes From America, producer Desmond Child)
- R.E.M.: Green
- Cseh Tamás–Csengey Dénes: Mélyrepülés
- Deep Purple: Nobody’s Perfect
- Dire Straits: OU812
- Duran Duran: Big Thing
- Dolly Roll: Zakatol a szív / Best of
- Balázs Klári: Egy kis romantika
- Doctor Herz - musical
- Enya: Watermark
- Edda Művek: Változó idők / Pataky–Slamovits
- Eros Ramazzotti: Musica è
- Halász Judit: Gyerekkor – Aranyalbum
- Zalatnay Sarolta: Privát levél
- Fehér Anna - rockballada
- Napoleon Boulevard: Júlia nem akar a földön járni
- New Kids on the Block: Hangin' Tough
- Green Day: Billie Joe Armstrong és Mike Dirnt megalakítja a Green Day zenekart
- Guns N’ Roses: G N’ R Lies
- Illés Lajos: Kicsit keserű
- Iron Maiden: Seventh Son of a Seventh Son
- Karyn White: Karyn White
- Kim Carnes: View from the House
- Kim Wilde: Close
- Kylie Minogue: Kylie
- Kovács Kati Miss Arizóna
- Koncz Zsuzsa: Koncz Zsuzsa archív
- Ricchi e Poveri: Nascerà Gesù - Ricchi e Poveri '88
- Koós János: De jó így együtt
- Metallica: ...And Justice for All
- Milli Vanilli: All or Nothing
- Paula Abdul: Forever Your Girl
- Pet Shop Boys: Introspective
- Pink Floyd: Delicate Sound of Thunder
- Rebbie Jackson: R U Tuff Enuff
- Robert Plant: Now and Zen
- Sade: Stronger Than Pride
- Soundgarden: Ultramega OK
- Tanita Tikaram: Ancient Heart
- Taylor Dayne: Tell It to My Heart
- The Bangles: Everything
- Ramstein-Miesenbach-ban egy légibemutató katasztrófába fulladt, 30-an azonnal meghaltak. A Rammstein együttes nevét a tagok a légikatasztrófa nyomán választották.
- Megalakul a Nirvana
- Roxette: Look Sharp!
- Vanessa Paradis: M&J
- Vágtázó Halottkémek: A Halál móresre tanítása
- Zoltán Erika: Túl szexi?

## Születések
- január 2. – Vadim Goluvcsov, orosz jégkorongozó[16]
- január 8. – Jevgenyij Bodrov, orosz jégkorongozó[17]
- január 10. – Miroslava Najdanovski, szerb úszónő
- január 12. – Andrew Lawrence, amerikai színész
- január 16. – Nicklas Bendtner, dán labdarúgó
- január 17. – Tóth Gabriella, énekesnő
- január 19.
  - Kis Gergő, magyar úszó
  - Mutina Ágnes, magyar úszónő
  - Alekszej Vorobjov, orosz énekes, színész
- január 22. – Walter Rojas venezuelai műugró
- január 26.
  - Anton Koroljev, orosz jégkorongozó
  - Szilágyi Péter magyar labdarúgó
- február 7. – Kovács Zsófia világbajnoki bronzérmes magyar triatlonista
- február 8. – Norbert Trandafir, román gyorsúszó, olimpikon
- február 10. – Jade Ramsey angol színésznő
- február 12.
  - Sztanyiszlav Galimov, orosz jégkorongozó
  - Daniela Sofronie román tornásznő
- február 13.
  - Dimitrij Szajusztov, orosz jégkorongozó[18]
  - Kovács Norbert, magyar úszó
  - Gürbey İleri török színész
- február 14. – Alessio Bisori olasz kézilabdázó († 2012)
- február 16.
  - Andrea Ranocchia olasz futballista
  - Oskars Melbārdis olimpiai ezüstérmes lett bobos
- február 18. – Hetényi Zoltán, magyar jégkorongozó
- február 20.
  - Rihanna, R&B énekesnő
  - Ki Bobe, dél-koreai íjásznő
- február 21. – Damir Dugonjič, szlovén úszó
- február 22.
  - Colton James, amerikai színész
  - Jonathan Borlée, belga atléta
  - Kévin Borlée, belga atléta
- február 24.
  - Sofron István, magyar jégkorongozó
  - Alexander Koch amerikai színész
- február 25.
  - Cseh Attila, magyar vízilabdázó
  - Csou Kaj, kínai tornász
- február 26. – Demetrius Andrade, amerikai amatőr ökölvívó
- február 27. – Gyömbér Gábor, magyar labdarúgó
- február 29. – Benedikt Höwedes, német labdarúgó
- március 1. – Varga Dávid, magyar kenus
- március 2. – Matthew Mitcham, ausztrál műugró
- március 4. – Povázsai Zoltán, magyar úszó
- március 5. – Illja Kvasa, ukrán műugró
- március 8. – Vitali Sazonets, ukrán műkorcsolyázó
- március 11. – Fábio Coentrão, portugál labdarúgó
- március 20. – Xue Ruipeng, kínai úszó
- március 22. – Kelemen Tamás magyar tornász, műugró
- március 27. – Brenda Song, amerikai színésznő
- március 25. – Erik Knudsen, kanadai színész
- március 29. – Sztéfanosz Kasszelákisz görög politikus, a Sziriza elnöke
- március 30. – Marco Bretscher-Coschignano, német színész
- április 8. – Vida Gergely magyar labdarúgó
- április 10. – Haley Joel Osment, amerikai színész
- április 16.
  - Peter Liebers, német műkorcsolyázó
  - Simon Child, új-zélandi gyeplabdázó
- április 19. – Mutina Ágnes, magyar úszónő
- április 20. – Widder Kristóf, magyar színész ("Mátyás, a sosem volt királyfi" főszereplője)
- április 21. – Robbie Amell kanadai színész
- április 23. – Victor Anichebe, nigériai labdarúgó
- április 25. – Sara Paxton amerikai színésznő
- április 27. – Thato Batshegi, botswanai ökölvívó
- április 29. – Jonathan Toews, kanadai jégkorongozó
- április 30. – O Hjeri, dél-koreai taekwondózó
- május 4. – Alekszandr Tyihonov, orosz úszó
- május 6. – Doreen Amata, nigériai atléta
- május 11. – Egri László, költő
- május 12. – Viktor Tyihonov, orosz jégkorongozó
- május 15. – Nemanja Nešić Európa-bajnoki bronzérmes szerb evezős († 2012)
- május 17. – Makszim Mamin, orosz jégkorongozó[19]
- május 18.
  - Jevgenyij Kurbatov, orosz jégkorongozó[20]
  - Ryan Cooley, kanadai színész
  - Taeyang, dél-koreai énekes
- május 24. – Artem Anyiszimov, orosz jégkorongozó[21]
- május 25. – Pavel Kaška, cseh műkorcsolyázó
- május 26. – Heidum Bernadett magyar gyorskorcsolyázó
- május 27. – Szjarhej Lahun világbajnok belarusz súlyemelő († 2011)
- május 28.
  - Póti Krisztián, magyar labdarúgó
  - Carmen Jordá, spanyol autóversenyző
- június 1. – Alison Silva brazil labdarúgó, a Fehérvár FC játékosa[22]
- június 6.
  - Ryan Brathwaite, barbadosi atléta
  - Varga József magyar labdarúgó
- június 7.
  - Philipp Tischendorf, német műkorcsolyázó
  - Michael Cera, kanadai színész
- június 20. – Bárkányi Arnold, magyar labdarúgó
- június 24. – Faldum Gábor magyar triatlonversenyző
- június 27. – Szabados Ágnes, magyar műsorvezető, riporter, könyvkiadó
- június 28. – Nikolaj Mihajlov, bolgár labdarúgó
- július 1. – Evan Ellingson, amerikai színész
- július 5. – Ish Smith amerikai kosárlabdázó
- július 6. – Mathieu Bois, kanadai úszó
- július 8. – Miki Roqué spanyol labdarúgó († 2012)
- július 12.
  - Obinna Metu, nigériai futó
  - Pak Inbi, dél-koreai golfjátékos
- július 13.
  - Steven R. McQueen amerikai színész
  - Colton Haynes amerikai modell, színész
- július 19. – Michael Chrolenko, norvég műkorcsolyázó
- július 21. – DeAndre Jordan olimpiai bajnok amerikai kosárlabdázó
- július 22. – Dlusztus András magyar labdarúgó
- július 24. – Jobb Dávid, magyar jégkorongozó
- augusztus 3. – Fabio Scozzoli, olasz úszó
- augusztus 5. – Federica Pellegrini, olasz úszónő
- augusztus 8. – Jake Goldsbie, kanadai színész
- augusztus 1. – Lloyd Jones brit műkorcsolyázó
- augusztus 10. – Melquiades Alvarez, spanyol úszó
- augusztus 11. – Adrian Schultheiss, svéd műkorcsolyázó
- augusztus 14. – Lola, magyar énekesnő
- augusztus 17. – Brady Corbet amerikai színész
- augusztus 18. – G-Dragon dél-koreai énekes
- augusztus 19. – Gercsák Csaba, magyar úszó
- augusztus 20. – Martar Kalimulin, orosz jégkorongozó[23] († 2011)
- augusztus 24.
  - Verrasztó Dávid, magyar úszó
  - Rupert Grint, angol színész
- augusztus 27. – Alexa Vega amerikai színésznő
- szeptember 5.
  - Dobó Ágnes, magyar modell, szépségkirálynő
  - Felipe Caicedo, ecuadori-spanyol labdarúgó
  - Jecsmenik Pál (Paja-G), magyar rapper († 2016)
  - Nuri Şahin, német-török labdarúgó
  - Stephen Ahorlu, ghánai labdarúgó
  - Szabó Katalin, magyar vízilabdázó
- szeptember 7. – Kevin Love amerikai olimpiai-, és világbajnok kosárlabdázó
- szeptember 8. – Rie Kaneto, japán úszónő
- szeptember 10. – Bobby-Gaye Wilkins, jamaicai atléta
- szeptember 13. – Koller Eszter írónő
- szeptember 15. – Artem Gorgyev, orosz jégkorongozó[24]
- szeptember 15. – Chelsea Staub, amerikai színésznő
- szeptember 17. – Rainer-Micsinyei Nóra, magyar színésznő
- szeptember 20.
  - Szergej Bobrovszkij, orosz jégkorongozó
  - Szirmai Gergely, magyar YouTube híresség
- szeptember 22. - Szabó Zsófia műsorvezető, színésznő
- szeptember 26. – Kiira Korpi finn műkorcsolyázó
- október 5.
  - Bobby Edner, amerikai színész
  - Mickey Renaud, kanadai jégkorongozó († 2008)
- október 12. – Jules Cluzel, francia motorversenyző
- október 15. – Mesut Özil török származású, válogatott német labdarúgó
- október 17. – Krizbo, blogger
- október 18.
  - Efe Ambrose, nigériai labdarúgó
  - Moris Pfeifhofer, svájci műkorcsolyázó
- október 28. – Devon Murray, ír színész
- november 2.
  - Mihajil Milehin, orosz jégkorongozó[25]
  - Berkes Bence magyar szinkronszínész
- november 3. – Angus McLaren, ausztrál színész
- november 5. – Oladapo Olufemi, nigériai labdarúgó
- november 6. – Kim Hjonu olimpiai, világ- és Ázsia-bajnok dél-koreai birkózó
- november 20. – Rhys Wakefield ausztrál színész
- november 22. – Jamie Campbell Bower angol színész
- november 24. – Galgóczy Gáspár színész
- november 25. – Nodar Kumaritasvili grúz szánkós († 2010)
- november 27.
  - Boris Martinec, horvát műkorcsolyázó
  - Josip Gluhak horvát műkorcsolyázó
- november 30. – Éder Krisztián (SP) magyar rapper
- december 3. – Kevin Alexander Clark, amerikai színész
- december 7. – Nathan Adrian amerikai úszó
- december 11. – Alia Atkinson, jamaicai úszónő
- december 14. – Vanessa Hudgens amerikai színésznő, énekesnő
- december 25. – Dele Adeleye, nigériai labdarúgó
- december 27. – Hayley Williams Paramore együttes énekese
- december 29. – Szávay Ágnes teniszező

## Halálozások
- január 1. – Sipos Anna, tizenegyszeres világbajnok asztaliteniszező (* 1908)
- január 7. – Reich Károly, Kossuth- és Munkácsy Mihály-díjas grafikus (* 1922)
- január 14. – Georgij Makszimilianovics Malenkov, volt szovjet miniszterelnök (* 1902)
- február 1. – Heather O’Rourke amerikai gyerekszínész (* 1975)
- február 7. – Szilvássy Margit operaénekes, érdemes művész (* 1910)
- február 11. – Palócz Endre olimpiai bronzérmes, világbajnok vívó (* 1911)
- február 15. – Richard Feynman amerikai fizikus (* 1918)
- március 5. – Németh János kétszeres olimpiai bajnok vízilabdázó (* 1906)
- március 7. – Divine színész, énekes (* 1945)
- március 16. – Kónya Albert fizikus, az MTA tagja, 1956–1957-ben Magyarország oktatásügyi, illetve művelődésügyi minisztere (* 1917)
- március 24. – Kékesi László Ybl-díjas építész (* 1929)
- március 25. – Szegedy-Maszák Aladár közgazdász, washingtoni magyar követ (* 1903)
- március 30. – Szvetnik Joachim, Kossuth-díjas restaurátor (* 1927)
- április 2. – Barcsay Jenő, grafikus, festőművész (* 1900)
- április 15. – Kenneth Williams, angol színész (* 1926)
- április 21. – Kovács György hidrológus, vízgazdálkodási mérnök, az MTA tagja (* 1925)
- május 8. – Robert A. Heinlein, amerikai sci-fi író (* 1907)
- május 11. – Kim Philby, kém (* 1912)
- május 14. – Nyikolaj Fjodorovics Makarov, szovjet fegyvertervező (* 1914)
- május 21. – Dino Grandi, olasz külügyminiszter, diplomata (* 1895)
- június 13. – Telmányi Emil, hegedűművész, a Bach-vonó feltalálója (* 1892)
- június 20. – Környey István orvos, ideggyógyász, a magyarországi idegsebészet úttörő alakja (* 1901)
- június 25. – Hillel Slovak, a Red Hot Chili Peppers alapító tagja (* 1962)
- július 2. – Andrej Gromiko, volt szovjet külügyminiszter, az Elnöki Tanács Elnöke (* 1909)
- július 11. – Pálffy József magyar földbirtokos, főispán, országgyűlési képviselő (* 1904)
- július 13. – Gobbi Hilda, Jászai Mari- és Kossuth díjas színművésznő (* 1913)
- július 18. – Nico, a Velvet Underground énekesnője (* 1938)
- július 18. – Szentkuthy Miklós, író, esszéíró, műfordító, a regényirodalom nagy megújítóinak egyike (* 1908)
- július 24. – Elek Ilona, magyar vívó (* 1907)
- július 25. – Judith Barsi, magyar származású amerikai gyermekszínész (* 1978)
- augusztus 1. – Bitskey Zoltán, úszó, edző (* 1904)
- augusztus 4. – Tomanek Nándor, Jászai Mari-díjas magyar színművész (* 1922)
- augusztus 14. – Enzo Ferrari, a Ferrari autó márka alapítója (* 1898)
- szeptember 1. – Luis Walter Alvarez, Fizikai Nobel-díjas amerikai fizikus (* 1911)
- szeptember 1. – Ruttkay Mária, színésznő (* 1906)
- szeptember 14. – Vargha Kálmán magyar irodalomtörténész, kritikus, bibliográfus (* 1925)
- szeptember 29. – Charles Addams, amerikai képregényrajzoló (* 1912)
- október 7. – Sőtér István, író (* 1913)
- október 15. – Osztrovszki György iparpolitikus, vegyészmérnök, az MTA tagja (* 1914)
- október 27. – Charles Hawtrey angol színész (* 1914)
- október 30. – Kisfaludy Lajos vegyészmérnök, az MTA tagja, a gyógyszervegyészet jelentős alakja (* 1924)
- november 1. – Pióker Ignác, Kossuth-díjas magyar munkás és sztahanovista (* 1907)
- november 12. – Primo Conti, olasz futurista festő, költő, zeneszerző (* 1900)
- november 13. – Doráti Antal (er. Deutsch), magyar származású karmester, zeneszerző (* 1906)
- november 25. – Miháltz Pál, Munkácsy Mihály-díjas magyar festőművész, grafikus (* 1899)
- december 6. – Roy Orbison, pop-énekes (* 1936)
- december 10. – Szemes Mari, Kossuth-díjas magyar színésznő (* 1932)
- december 15. – Tömpe István magyar politikus, televízió-elnök (* 1909)
- december 18. – Boros Ottó, kétszeres olimpiai bajnok vízilabdázó (* 1929)
- december 21. – Nikolaas Tinbergen holland etológus és ornitológus, aki 1973-ban Karl von Frischsel és Konrad Lorenzcel megosztva kapta a fiziológiai vagy orvostudományi Nobel-díjat az állatok egyéni és társasági viselkedésmintájának leírásáért (* 1907)

## Nobel-díjak
| Fizikai            | Leon Max Lederman, Melvin Schwartz és Jack Steinberger amerikai fizikusok                     |
| Kémiai             | Johann Deisenhofer, Robert Huber és Hartmut Michel német kémikusok                            |
| Orvosi-fiziológiai | Sir James W. Black angol orvos és George H. Hitchings és Gertrude B. Elion amerikai kémikusok |
| Irodalmi           | Nagíb Mahfúz, egyiptomi író                                                                   |
| Béke               | az ENSZ békefenntartói                                                                        |
| Közgazdasági       | Maurice Allais, francia közgazdász                                                            |